# Germainia
Germainia (synoniem: Chumsriella) is een geslacht uit de grassenfamilie (Poaceae). De soorten van dit geslacht komen voor in Azië en Australazië.

## Soorten
Van het geslacht zijn de volgende soorten bekend:
- Germainia capitata
- Germainia grandiflora
- Germainia khasyana
- Germainia lanipes
- Germainia pilosa
- Germainia tenax
- Germainia thailandica
- Germainia thorelii
- Germainia truncatiglumis